# 조선민주주의인민공화국 정보산업성
정보산업성(情報産業省)은 조선민주주의인민공화국의 내각 중앙 행정기관이다. IT산업 및 과학기술 개발 전반 업무를 담당한다.

## 연혁
- 전자공업성 설립 (1999년)
- 전자공업국 격하 (2020년)
- 정보산업성 신설 (2021년)[1][2][3]

## 조직
- 정보산업상: 주용일[4]
- 제1부상:
- 부상:
- 당 부위원장:

## 역대 정보산업상 및 부상

### 역대 정보산업상
- 초대 주용일(2021~)